# Naima
Naima [ipa: /'naiˌimə/] er et arabisk pigenavn, der betyder "rolig". Navnet bæres i Danmark af 140 personer ifølge Danmarks Statistik.

## Kendte personer med navnet
- Naima Mora, amerikansk model.

## Navnet anvendt i fiktion
- Naima er titlen på et musikstykke af John Coltrane, komponeret i 1959.